# 呂應祥
呂應祥（1493年—1564年），字子和，號龍山，陝西省西安府涇陽縣人，明朝政治人物。

## 生平
正德十四年（1519年）己卯科陕西鄉試第四名舉人，嘉靖十一年（1532年）壬辰科會試一百二十二名，廷試第三甲第一百零三名進士。兵部觀政，授行人，十四年十一月選授吏科給事中，監二十四草場，十五年五月与御史黃綬赴宣大核對錢糧，直言敢諫，無所顧忌。十六年八月升工科右，十七年十二月升禮科左，十八年正月陞禮科都給事中。適逢內閣與吏部議選宮僚，人多以賄賂求進，呂應祥抗疏，激怒世宗，奪官為民。五年後詔復冠帶，卒年七十二。

## 家族
曾祖呂恭；祖呂勉；父呂誠，號一軒，營州衛衛經歷、重慶衛知事；母姚氏。慈侍下。弟應祿；應福。子吕潜。